# Metal Magic
Metal Magic este primul album de studio al formației Pantera. Acesta a fost publicat în anul 1983.

## Melodiile albumului
1  Ride my rocket
2. I ll be alright
3 Tell me if you want it
4 Lastest lover
5 Biggest Part of Me
6 Metal Magic
7 Widowmaker
8 Nothin On
9 Sad lover
10 Rock out
| Metal Magic                                                | Metal Magic                            |                              |
| ---------------------------------------------------------- | -------------------------------------- | ---------------------------- |
|                                                            |                                        |                              |
| Studio album de Pantera                                    |                                        |                              |
| Lansat                                                     | June 10, 1983                          |                              |
| Gen                                                        | - Heavy metal - glam metal - hard rock |                              |
| Lungime                                                    | 39:37                                  |                              |
| Label                                                      | Metal Magic                            |                              |
| Producător                                                 | Jerry Abbott                           |                              |
| Cronologie Pantera                                         |                                        |                              |
| \| \| Metal Magic(1983) \| Projects in the Jungle(1984) \| |                                        |                              |
|                                                            | Metal Magic(1983)                      | Projects in the Jungle(1984) |

### Informații profesionale
| Review          | Review |
| Sursă           | Rating |
| --------------- | ------ |
| AllMusic        | 3/5    |
| The Daily Vault | C+     |
| Metal Forces    | (8/10) |